# John Starck
John Starck, född 31 mars 1894 i Nordstrand, Norge, död 17 mars 1983 i Farsta, var en svensk-norsk skådespelare.

## Rollista
- 1943 – Aktören, restauranggäst
- 1943 - Hon trodde det var han, "Dansken"
- 1943 - Prästen som slog knockout, en man på mötet i kommunalhuset
- 1943 - Sjätte skottet, den danske kyparen
- 1944 - Dolly tar chansen, gäst i restaurangen
- 1944 – Kejsarn av Portugallien, bonde på kalaset
- 1944 – Prins Gustaf, uppassare i baren på mjödstugan
- 1946 - Brita i grosshandlarhuset, en kypare i Köpenhamn
- 1946 - Försök inte med mej ..!, gäst på 50-årsuppvaktningen
- 1952 – Kalle Karlsson från Jularbo, Jacobsen, norrman i Hammerfest
- 1953 - Fartfeber, försäljare av pornografiska tidskrifter
- 1953 – Gycklarnas afton, teaterskådespelare
- 1953 - Vi tre debutera, gubbe i fönstret på ungkarlshotellet
- 1953 – Åsa-Nisse på semester, man i restaurangvagnen
- 1954 - Dans på rosor, man i teaterpubliken
- 1954 – Flicka med melodi, präst
- 1954 - Flottans glada gossar, äldre herre med solglasögon vid roulettbordet
- 1954 - En lektion i kärlek, mannen som letar efter sin fru på krogen i Nyhavn
- 1954 - Seger i mörker, krögare i Zürich
- 1954 – Skrattbomben, professor Blink
- 1955 - Farligt löfte, Bertils granne på landet
- 1955 – Janne Vängman och den stora kometen, Dunér, trähandlaren
- 1955 - Våld, man på en bro
- 1956 – Skorpan
- 1956 – Egen ingång, garderobsvaktmästare på Klara Källare
- 1956 – Den dödes skugga, Starky
- 1956 - Kalle Stropp, Grodan Boll och deras vänner, Bagaren
- 1956 - Litet bo, ledamot i försäkringsbolagets styrelse
- 1956 - Skorpan, gubbe vid kanalen
- 1956 - Jorden runt på 80 dagar, extra
- 1957 – Blondin i fara, vaktmästare på Gröna Lund
- 1959 – Brott i Paradiset, äldre restauranggäst
- 1959 – Med fara för livet, kapten Kihlberg
- 1959 – Resa i toner, hovmästare
- 1959 – Sköna Susanna och gubbarna, bonde
- 1959 – Med mord i bagaget, bartendern